# Öncüpınar (Kilis)
Öncüpınar (prononcé [œn.d͡ʒy.pɯ.nɑɾ]) est un quartier du district de Kilis, dans la province du même nom. La localité est un poste-frontière situé sur la frontière entre la Turquie et la Syrie.
Le camp de Kilis se situe à Öncüpınar, sur la route D850.